# Municipio de Stewarts Creek (condado de Harnett)
El municipio de Stewarts Creek  (en inglés: Stewarts Creek  Township) es un municipio ubicado en el  condado de Harnett en el estado estadounidense de Carolina del Norte. En el año 2000 tenía una población de 3.482 habitantes.

## Geografía
El municipio de Stewarts Creek  se encuentra ubicado en las coordenadas 35°18′14.71″N 78°46′51.65″O / 35.3040861, -78.7810139.